# Chiesa dello Spirito Santo (Heidelberg)

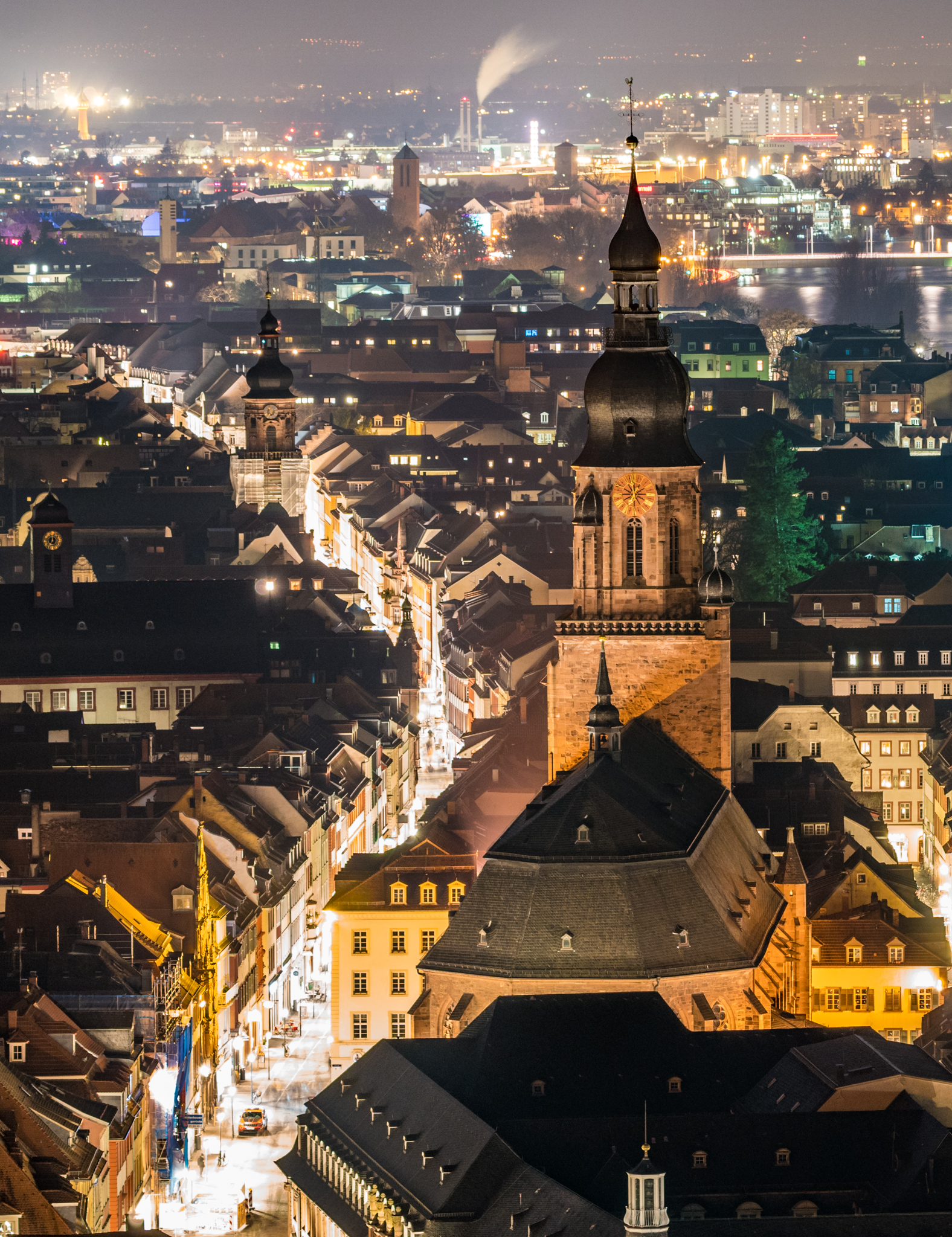
Chiesa di Santo Spirito, Heidelberg

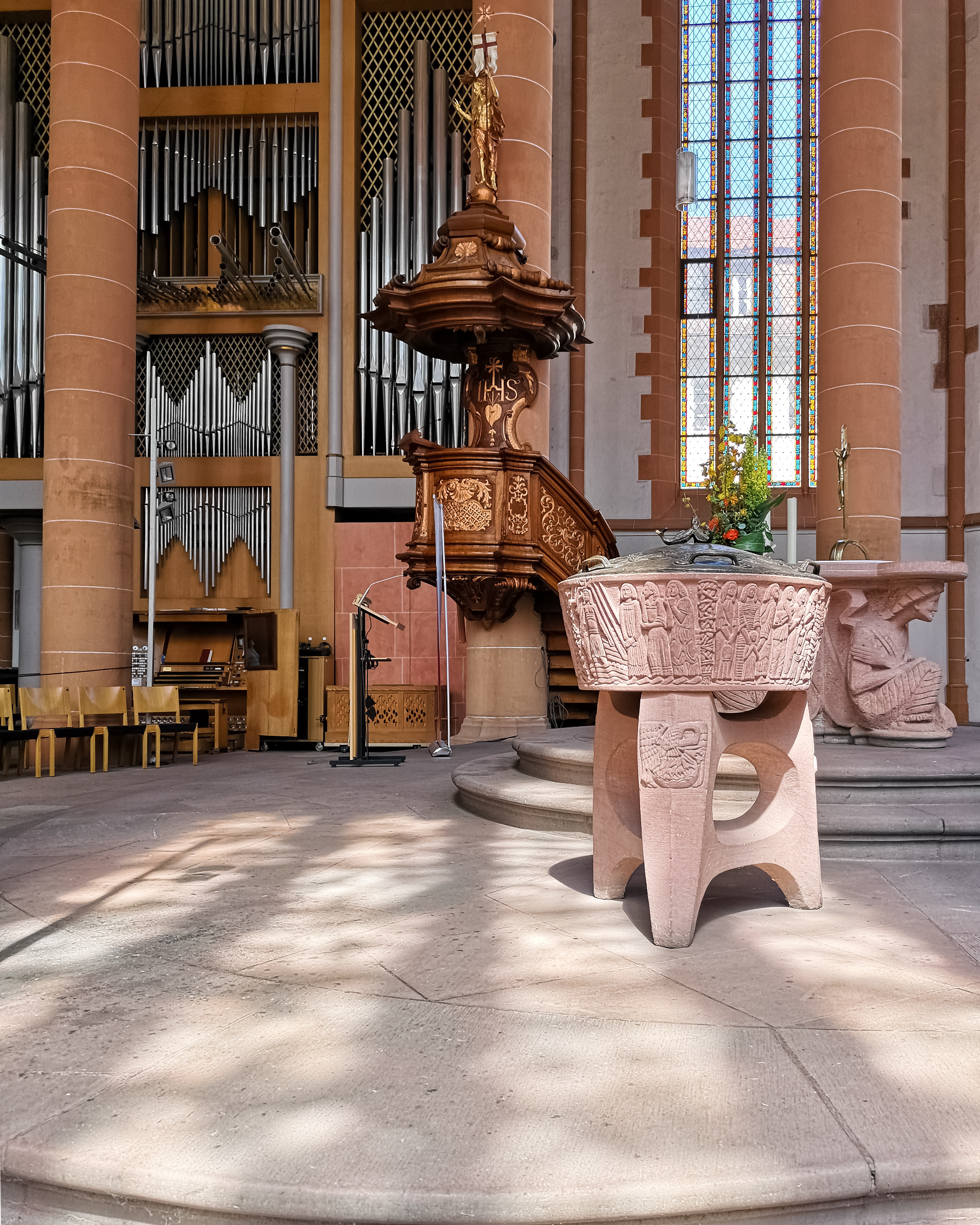
Lato sinistro con organo, pulpito, fonte battesimale e altare.

La chiesa dello Spirito Santo (in lingua tedesca Heiliggeistkirche) è la chiesa più famosa di Heidelberg, in Germania. Si trova nel mezzo della piazza del mercato nel centro storico di Heidelberg, non lontano dal Castello. Il campanile della chiesa, che si erge sopra i tetti, domina la città.

## Storia
La Chiesa è menzionata per la prima volta in un manoscritto del 1239. Nel 1398, le fondamenta dell'attuale chiesa tardo gotica furono poste sul sito di una basilica tardo romanica che, a sua volta, era stata eretta al posto di una chiesa ancora più antica. Quindi l'attuale chiesa è il terzo edificio sacro sul sito.

## Costruzione

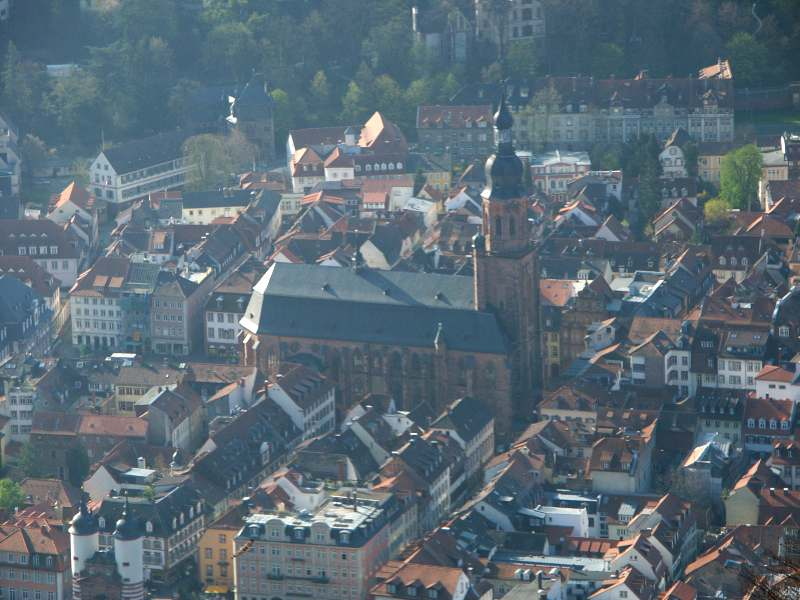
La chiesa vista dal Castello

Alcune fonti attribuiscono ad Arnold Rype, che fu per qualche tempo sindaco di Heidelberg, la costruzione della chiesa. In quel tempo, il termine "costruttore" non si riferiva ad un architetto ma a chi coordinava il finanziamento della costruzione. Gli unici architetti conosciuti durante la costruzione della chiesa sono Hans Marx, che lavorò sulla chiesa fino al 1426, e Jorg, che fu responsabile fino al 1439. Entrambi gli uomini probabilmente supervisionarono i lavori della navata. Sotto il regno del Principe elettore Federico I venne chiamato ad Heidelberg un noto specialista nella costruzione di torri di chiesa, Niclaus Eseler, proveniente da Magonza, il quale fu probabilmente responsabile dell'esecuzione dell'opera primaria sulla guglia della Chiesa dello Spirito Santo. Tuttavia, il campanile venne completato da Lorenz Lechler.
La costruzione durò circa centocinquant'anni. Il coro fu consacrato nel 1411 e la navata fu terminata nel 1441. Probabilmente nello stesso anno fu iniziata la costruzione del campanile. I lavori furono interrotti fino al 1508 e la torre fu terminata nel 1544. Nel 1709, dopo che la chiesa fu incendiata dai francesi durante la Guerra della successione palatina, fu ricostruita e venne creata una guglia barocca.

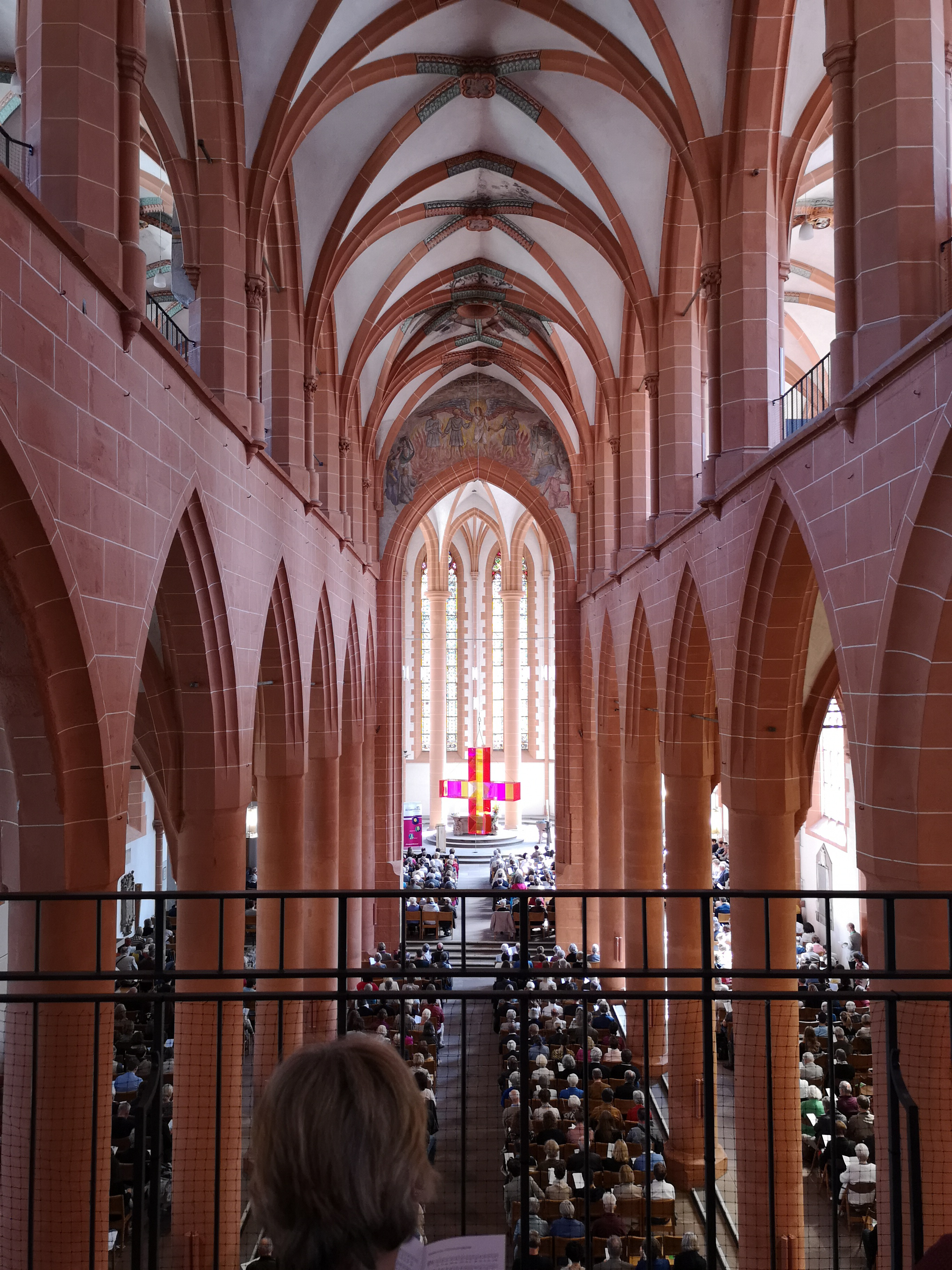
Navata con abside

## Uso
La chiesa dello Spirito Santo, un tempo dipendente dalla chiesa di San Pietro, nel XIV secolo diventò una collegiata, assumendo contemporaneamente il ruolo di chiesa parrocchiale della città vecchia e di chiesa dell'Università di Heidelberg. La Chiesa San Pietro, d'altro canto, divenne la chiesa parrocchiale della città nuova dell'epoca e solo nel XIX secolo sostituì la chiesa dello Spirito Santo nella funzione di chiesa universitaria.
In origine, la Chiesa dello Spirito Santo conteneva le tombe degli elettori del Palatinato che furono distrutte da un incendio durante la guerra della successione palatina. Oggi è ancora conservata solo la tomba del principe elettore Roberto del Palatinato, il fondatore della chiesa.

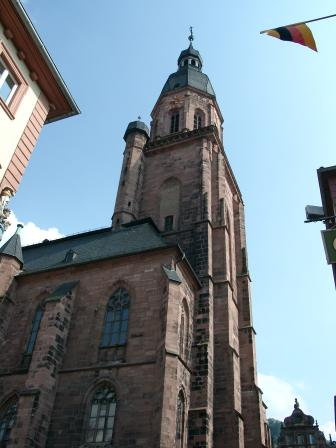
Esterno della chiesa.
L'edificio sullo sfondo a destra è la famosa Casa del Cavaliere

La famosa Biblioteca palatina, fu fondata e inizialmente ospitata nella galleria della Chiesa dello Spirito Santo, dove era disponibile una buona luce per la lettura. Durante la Guerra dei trent'anni, dal 1618 al 1648, questa raccolta di manoscritti e di primi libri stampati fu presa come bottino da Massimiliano I di Baviera e omaggiata al Papa. Dei circa 5.000 libri e 3.524 manoscritti, solo 885 furono infine restituiti nel 1816. Il resto forma la sezione Biblioteca Palatina della Biblioteca vaticana. In occasione del Giubileo dell'Università, molti di questi libri furono brevemente prestati ed esposti ad Heidelberg.

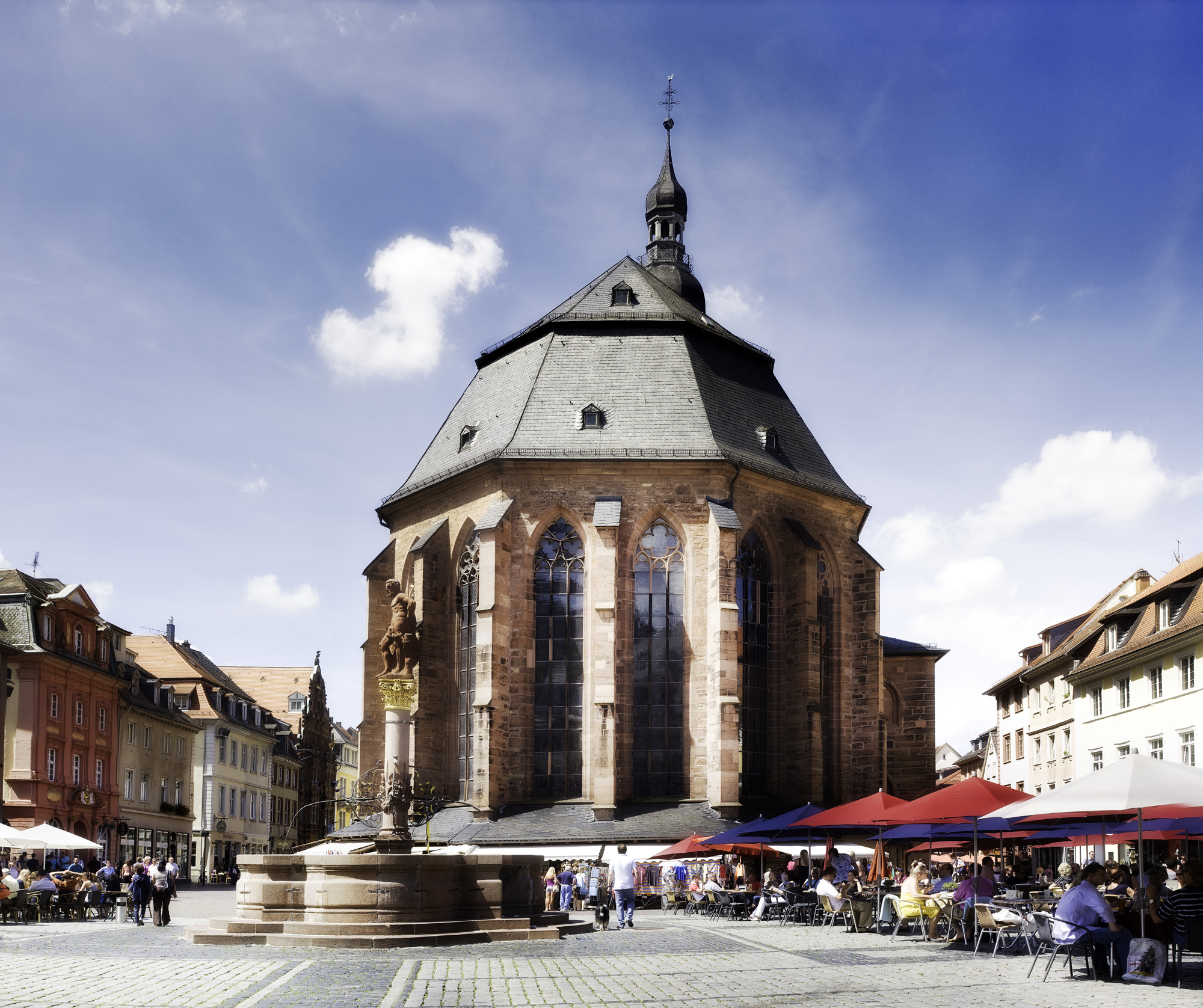
Il fondo dell'abside, con fontane, è contornato da bancarelle di libri e bar.

Nel corso della sua storia, la Chiesa dello Spirito Santo è stata utilizzata da cattolici e protestanti, anche contemporaneamente. A partire dal 1706, fu inserita una divisione in modo che entrambe le congregazioni potessero svolgere i loro servizi senza alcun disturbo reciproco. Nel 1720, Carlo III Filippo, l'elettore Palatino, entrò in conflitto con i protestanti della città a seguito della consegna completa ai cattolici della Chiesa dello Spirito Santo. Alla fine Carlo Filippo cedette, a causa delle pressioni della Prussia, della Repubblica olandese e della Svezia, e ripristinò il muro. Nel 1936 questo fu rimosso e la chiesa è ora esclusivamente protestante (chiesa protestante di Baden).
All'inizio degli anni 1970, i gradini nella parte posteriore della Chiesa dello Spirito Santo erano frequentati dai movimenti Hippy e Flower power e divennero un'attrazione turistica durante questo periodo.